# Ann Firbank
Ann Firbank (née à Secunderabad, en Inde, le 9 janvier 1933), aussi connue sous le nom de Annie Firbank, est une actrice britannique.
Ann Firbank a commencé à tourner en 1956, avec le film télévisé Without Love. Depuis cette époque, elle a joué dans environ 90 films ou séries, au cinéma ou à la télévision. 

## Filmographie partielle
- 1958 : Behind the Mask de Brian Desmond Hurst
- 1960 : Destination Danger, épisode 29 (Survivre/The Island)
- 1967 : Accident de Joseph Losey : Laura
- 1971 : Persuasion, série télévisée d'après le roman de Jane Austen : Anne Elliot
- 1972 : Asylum de Roy Ward Baker : Anna
- 1984 : La Route des Indes : Mrs. Callendar
- 1989 : Strapless de David Hare
- 1999 : Anna et le Roi : Lady Bradley
- 2005 : Elizabeth I, mini-série télévisée : la reine Anne
- 2009 : Inspecteur Barnaby, série télévisée
- 2019 : Intrigo: Samaria de Daniel Alfredson : Irma Kuentzer
- 2019 : Star Wars, épisode IX : L'Ascension de Skywalker (Star Wars: Episode IX – The Rise of Skywalker) de J. J. Abrams : la veille dame sur Tatooine